# Asplenium emarginatum
Asplenium emarginatum är en svartbräkenväxtart som beskrevs av Ambroise Marie François Joseph Palisot de Beauvois.
Asplenium emarginatum ingår i släktet Asplenium och familjen Aspleniaceae. Inga underarter finns listade i Catalogue of Life.